# Crucuno (Plouharnel)
Pour les articles homonymes, voir Crucuno.
Crucuno est un hameau de la commune française de Plouharnel dans le département du Morbihan en Bretagne, connu pour deux dolmens et un cromlech.

## Toponymie
Crucuno a connu les graphies anciennes suivantes :
- 1811 : Crucuno
- 1815 : Couetconno
- 1833 : Courcouneau
- 1845 : Crucuno
- 1850 : Crucuno
- 1891 : Corconneau

En breton, le village s’appelle Krukunoù et de Dolmen de Crucuno porte de nom de Taol-vaen Krukunoù.

## Localisation
Le hameau de Crucuno est situé à 750 m à l'est de la route D781 (axe nord-ouest/sud-est, appelée rue des Menhirs à Erdeven) reliant Erdeven à Plouharnel, entre deux petits étangs, er Varquez et Varquez Rongal. Il se trouve à une altitude de 27 m.

## Mégalithes
Le dolmen de Crucuno se dresse au milieu du hameau de Crucuno près d'une maison. C'est la partie restante d'un couloir où allée couverte d'une longueur totale d'environ 27 m, la partie disparue ayant fourni les pierres pour la construction des maisons du village. La dalle du plafond, supportée par 9 piliers, pèse environ 40 tonnes. Par le passé, le monument a servi d’étable, de grange ou de cabaret les jours de foire.
Le cromlech de Crucuno ou quadrilatère de Crucuno est situé à 350 m à l'est du dolmen du hameau de Crucuno sur son territoire, à 50 m de l’étang de Varquez Rongal. Il s’agit d’un quadrilatère de 33 m sur 25 m de large, aligné avec les points cardinaux et délimité par 22 pierres dressées, mais qui ont pu subir des déplacements par rapport à leur position d'origine lors de la restauration de 1882.
À 650 m au nord-est du dolmen de Crucuno et du hameau, et à 130 m de l’étang de er Varquez, dans une petite forêt, se trouve le dolmen de Mané-Groh, situé au lieu-dit
Lann er croch sur la commune d'Erdeven. Une tombe mégalithique comparable appelée dolmens de Mané-Bras est située à environ 1 100 m au nord-ouest de Crucuno, également au lieu-dit Lann er croch sur la commune d'Erdeven.

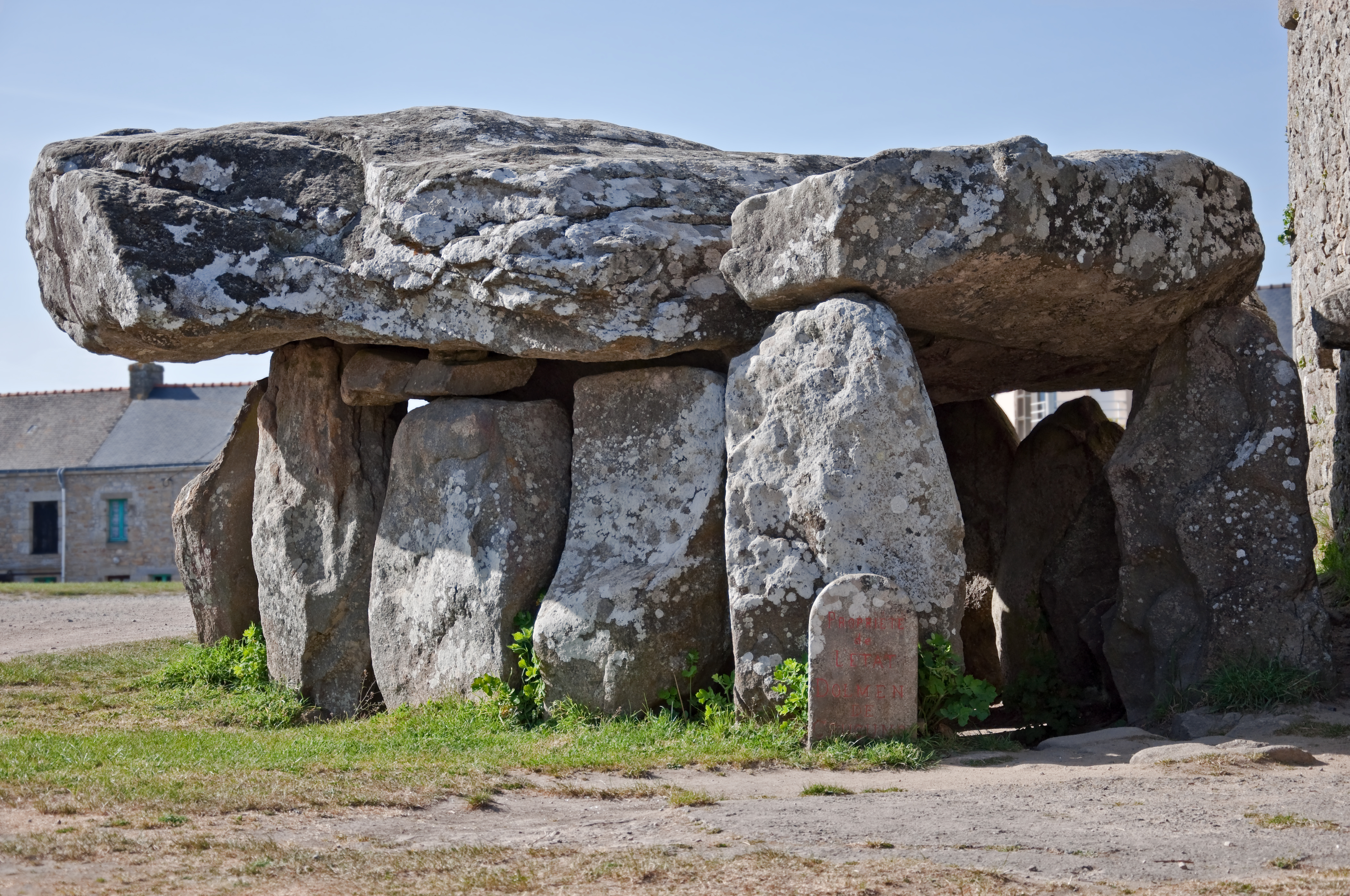
Dolmen de Crucuno
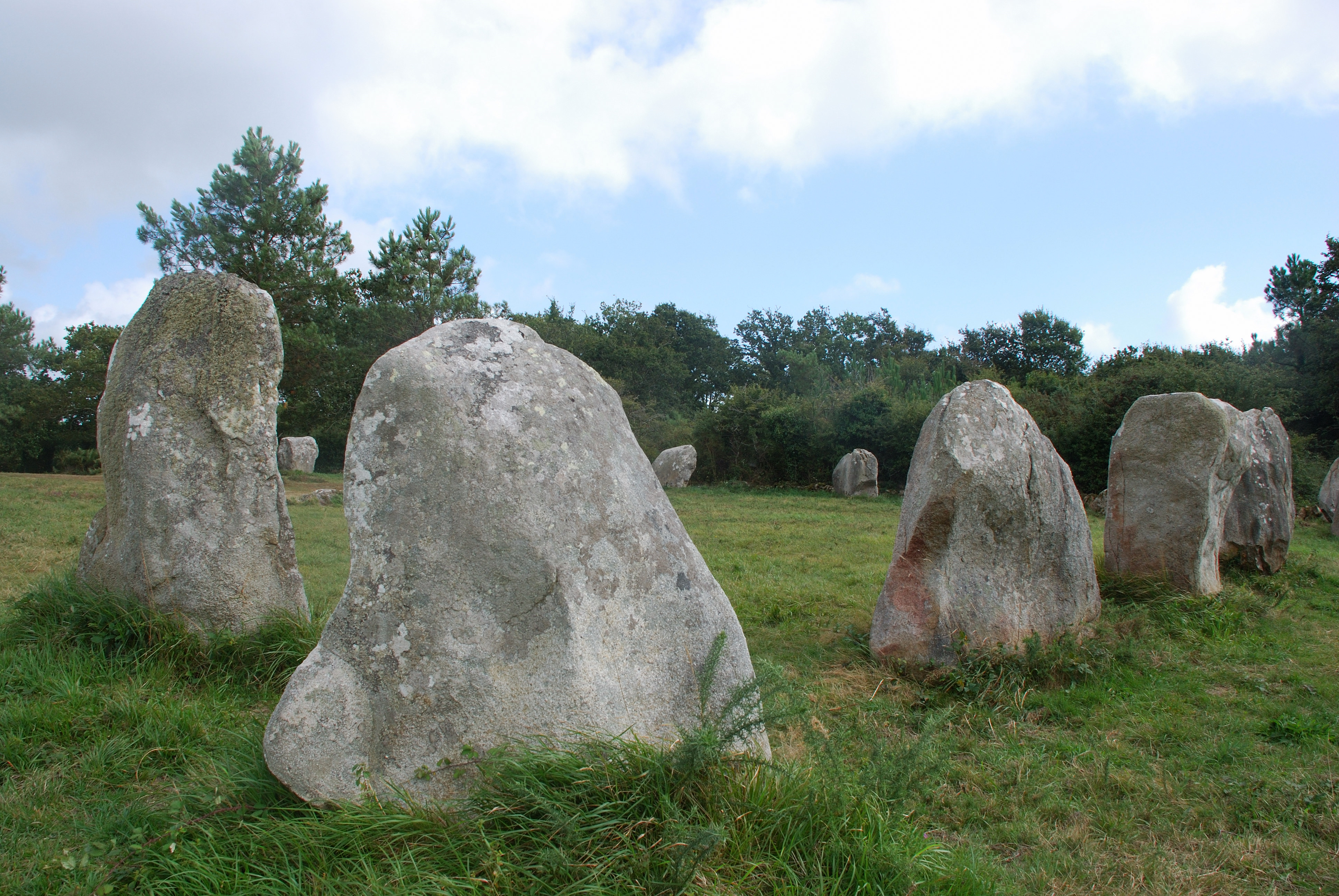
Cromlech de Crucuno